# Énoszi Néon Paralimníu
Az Énoszi Néon Paralimníu (görögül: Ένωση Νέων Παραλιμνίου, Enosi Neon Paralimniou, "Paralimni Fiatalok Uniója") ciprusi labdarúgócsapat Paralímni városából. Jelenleg a másodosztály tagja, meccseit az 5 800 fő befogadóképességű Thászosz Markuban rendezi.

## Története
Az Enosis Neon Paralimniou-t 1944. áprilisában alapították két paralimni klub, a Heracles és a People’s Love egyesülése után.
A klub logójában szerepel a Parthenón, egy trombitás és az 1936-os évszám, ami a Herecles megalapítását jelzi. A klub alapítói azért nem az 1944-et tették bele, mert teljes egészében a Heracles papírjait fogadták el. Ezek alapján egyértelmű volt, hogyha megszűnik a klub, minden vagyonát és ingósságát az egyház kapja meg. A jogi következményeket figyelembe véve az új klub, az Enosis minden tekintetben a Heracles Paralímni utódja volt, és elnyelte a People’s Love-ot.
Az első labdarúgó-mérkőzés Paralimniben 1945. első felében kapott helyet, pár héttel a II. világháború vége előtt, egy német csapat ellen, amelyik hadifoglyokból állt (az eredmény nem ismert). Az első hivatalos meccset 1945. szeptember 16-án rendezték egy vegyescsapat ellen az, ami az Anórthoszi és az EHAN játékosaiból állt, végül a két famagustai csapat nyert 5–4-re.
A korai 60-as évekig, az Enosis csak helyi kiírásokban vett részt, mivel a CFA sorozatosan megtagadta a bajnokságban való részvételi kérelmét arra hivatkozva, hogy csak városi csapatok indulhatnak. Ezért az Enosis csatlakozott az EAPO-hoz, egy falusi klubszövetséghez. 1965-ben a szövetség megváltoztatta szabályait, és az Enosis végre csatlakozhatott és részt vehetett a másodosztály küzdelmeiben. Már a kezdetektől megpróbáltak feljutást nyerni az élvonalba, és négy kísérlet után sikerrel jártak, első helyen végeztek az 1968–69-es bajnokságban. Azóta minden kiírásban részt vett, egészen 2014-ig. Azon 5 csapat egyike volt, akik elmondhatták magukról, hogy sosem estek ki az élvonalból.

## Jelenlegi keret
| #  |     | Poszt | Név                              |
| -- | --- | ----- | -------------------------------- |
| 1  | CYP | K     | Christos Mastrou                 |
| —  | GRE | K     | Georgios Ambaris                 |
| —  | CYP | K     | Constantinos Petrou              |
| —  | CYP | K     | Lefteris Flouri                  |
| —  | CYP | V     | Stelios Parpas                   |
| —  | GRE | V     | Grigoris Papazaharias            |
| —  | CYP | V     | Andreas Daniil                   |
| 12 | CYP | V     | Symeon Kittos                    |
| 6  | CYP | V     | Angelos Tsiaklis                 |
| —  | CYP | V     | Adamos Pierettis                 |
| 35 | CYP | V     | Antonis Ioannou                  |
| —  | CYP | KP    | Demos Goumenos                   |
| —  | NED | KP    | Pim Bouwman                      |
| 16 | CYP | KP    | Giorgos Kolanis (csapatkapitány) |
| 32 | CYP | KP    | Loizos Kosma                     |
| 15 | CYP | KP    | Panayiotis Artymatas             |
| 34 | CYP | KP    | Antonis Koumis                   |
| 3  | CYP | KP    | Michalis Giorkatzis              |
| 38 | CYP | KP    | Constantinos Ioannou             |
| —  | BUL | CS    | Rangel Abushev                   |
| —  | CYP | CS    | Elias Vattis                     |
| —  | BUL | CS    | Kostadin Bashov                  |
| —  | CYP | CS    | Andreas Kyprianou                |
| 11 | CYP | CS    | Marios Zannetou                  |
| —  | CYP | CS    | Martinos Solomou                 |
| 37 | CYP | CS    | Antonis Moulazimis               |

 

A legutóbbi átigazolások a Átigazolások a ciprusi labdarúgásban 2014 nyarán lapon találhatóak

## Tartalékcsapat
| # |     | Poszt | Név                  |
| - | --- | ----- | -------------------- |
|   | CYP | V     | Panayiotis Pittadjis |
|   | CYP | V     | Antonis Moulazimis   |
|   | CYP | V     | Symeon Kittos        |
|   | CYP | V     | Demetris Economou    |
|   | CYP | KP    | Andreas Zouvanis     |
|   | CYP | KP    | Constantinos Skitsas |

| # |     | Poszt | Név                    |
| - | --- | ----- | ---------------------- |
|   | CYP | KP    | Demetris Tiggou        |
|   | CYP | KP    | Nicolas Liotatis       |
|   | CYP | CS    | Loizos Kosma           |
|   | CYP | CS    | Constantinos Pierettis |
|   | CYP | CS    | Petros Spyrou          |

### Szakmai stáb
- Edző:  Marios Constantinou
- Segédedző:  Giasemis Giasemakis
- Kapusedző:  Adamos Isaak
- Erőnléti edző:  Loukas Zeniou

### Orvosi stáb
- Csapatorvos: Dr. Michalis Zouvanis
- Csapatorvos: Dr. Costas Constantinou
- Csapatvegyész: Dr. Petros Loizou
- Fizikoterapeuta: Antonis Antoniou, Loukas Souttos

## Ismertebb edzők
| - Svatopluk Pluskal (1971–78), (1983–85) - Slobodan Vučeković (1993–96) - Angel Kolev (1998–99) - Nenad Starovlah (1999–00) - Eli Guttman (2004–06) - Nir Klinger (July 1, 2006–Sept 12, 2007) - Marios Constantinou (2007–08) - Eduard Eranosyan (2008) - Antonis Kleftis és Adamos Adamou (2008–09) | - Čedomir Janevski (2009. június 10.–2011. január 11.) - Nikodimos Papavasiliou (2011. január 18.–2012. január 9.) - Nir Klinger (2012. január 11.–2012. április 8.) - Marios Karas (2012. április–2012. május) - Zouvanis Zouvani (2012. május–2012. október) - Ton Caanen (2012. szeptember 17.–2013. június 30.) - Saša Jovanović (2013. július 1.–2013. október 11.) - Marios Karas (ideiglenes) (2013. október 12.–2013. december 1.) - Nikos Andronikou (2013. december 2.–2014. április 15.) - Marios Constantinou (2014. június 10.–) |

## Sikerek
- Ciprusi 1. osztály: Ezüstérmes 1974–75
- Ciprusi labdarúgókupa: Ezüstérmes 1973–74, 1974–75, 1980–81, 1982–83
- Szuperkupa: Ezüstérmes 1981, 1983
- Ciprusi 2. osztály: 1968–69

## Lásd még
- Az Énoszi Néon Paralimníu 2008–2009-es szezonja

## Fordítás
Ez a szócikk részben vagy egészben  az   Enosis Neon Paralimni FC című angol Wikipédia-szócikk ezen változatának fordításán alapul.  Az eredeti cikk szerkesztőit annak laptörténete sorolja fel. Ez a jelzés csupán a megfogalmazás eredetét és a szerzői jogokat jelzi, nem szolgál a cikkben szereplő információk forrásmegjelöléseként.

## Külső hivatkozások
- Hivatalos oldal (görögül)
- Klubtörténet (görögül)
- Enosis FC Európában (görögül)